# Maximilianus Transylvanus
Maximilianus Transylvanus, más írásmódok, illetve megnevezések szerint: Maximilanus Transilvanus, Erdélyi Miksa (kb. 1490-1538) uralkodók tanácsosa, diplomata, humanista, a Magellan Föld körüli útjának első krónikása.

## Élete és munkássága
Kortárs biográfia nem készült Maximilianus Transylvanusról. Csak a 19. században kezdték kutatni életét, összegyűjteni különböző levéltárakból a reá vonatkozó adatokat, feljegyzéseket.
Születési helyét nem ismerjük, de a tudományos közvélekedés szerint 1490 körül születhetett. Származását nem bizonyítják közvetlen okiratok, és bár vannak, akik vitatják, de erdélyi származása ma már bizonyosra vehető. (Származásáról részletesebben: lásd lentebb). 

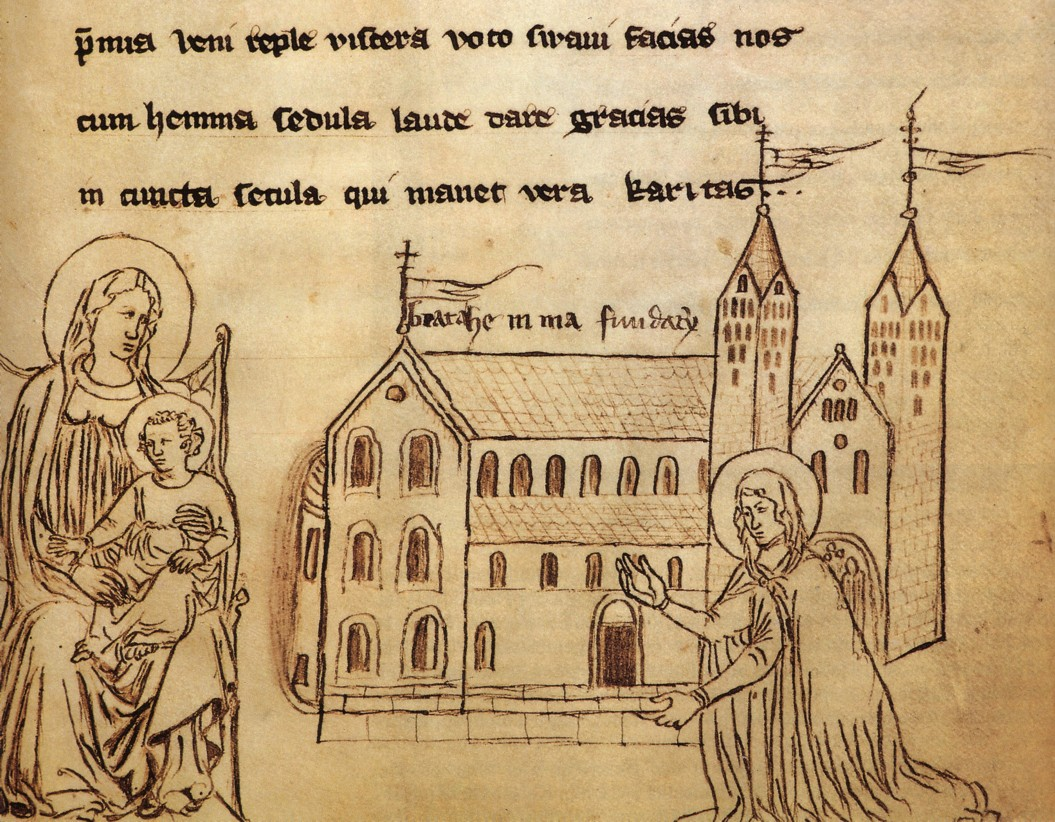
A gurki székesegyház középkori ábrázolása

Már serdülő korában udvarába vette és tanulmányaiban támogatta Matthäus Lang gurki püspök, később salzburgi érsek, „aki Magyarország és Erdély valamennyi humanistájával levelezésben állt, és valószínűleg innen jövő kérésre pártfogolta az anyagiakban szegény, de szellemi téren gazdag képességekkel rendelkező erdélyi fiút”.
Az újabb kutatások valószínűsítik, hogy a karintiai Gurkban, a patricius-gyermekek számára létesített székesegyházi iskolában tanult, és itt kedvelhette meg humanizmus korának irodalmát és tudományát. Feltehetőleg ekkor cserélhette fel – a humanista korszellem hatására és a humanisták szokásának megfelelően – eredeti nevét a klasszikusabb hangzású latinra.
Tizenhat éves korában verseket írt, és titkári szolgálatot látott el I. Miksa (Maximilian) német-római császár udvari tisztviselői mellett.
1505-ben jelen volt a kölni, majd 1507-ben a konstanzi birodalmi gyűlésen.
1511-ben kétszer is járt Miksa udvari futáraként VIII. Henrik angol király udvarában.
1512-ben Veronában járt (egy innen küldött levélben számol be, milyen brutalitással foglalták el a francia és a császári csapatok Brescia városát). Ebben az időben valószínűleg Georg von Neudeck trienti hercegérsek titkára volt.
1514-től már Spanyolországban tartózkodott, ahol Matthäus Lang érsek érdekeit képviselte Miksa császár udvarában.
Miksa halála után, 1519 májusában, unokáját, Károlyt választották meg a németek királyuknak. Amikor a németek küldöttsége 1519 novemberében első ízben jelent meg az ifjú V. Károly király előtt Spanyolországban, akkor Maximilianus Transylvanust már a király titkáraként említik. Az ekkor elhangzott beszédeket és a választási okmányokat ő örökítette meg latin nyelven egy 15 oldal terjedelmű levélben. A levél szövege hamarosan nyomtatásban is megjelent.
1519-ben a spanyol Nagy Tanács tagja lett.
1520 májusában elkísérte V. Károlyt angliai útjára, Canterbury-be, majd Németországba utaztak. 
Október 23-án részt vett V. Károly császárrá koronázásán Aachenben.
1521-ben a wormsi birodalmi gyűlésen aktív szereplője volt Luther meghallgatásának és a vele szemben foganatosított intézkedéséknek.
1520/1521 körül vette el feleségül Francisca de Haro-t, Diego de Haro lányát, a dúsgazdag kereskedőnek és hajózási vállalkozónak, Cristopher de Haronak az unokahugát.
1522. év elején Genfben tartózkodott; nyáron tagja volt az angol királyt Londonban meglátogató császár kíséretének, majd ugyanezen év őszén Spanyolországban, Valladolidban járt. Itt írta meg 1522. október 24-én híressé vált levelét, melyet rendszerint De Moluccis insulis néven szoktak emlegetni (részletesebben lásd lentebb) és amelyben beszámolt a föld első körbehajózásáról.
1527-ből fennmaradt Erasmushoz írt két levele (március 28. és november 6.).

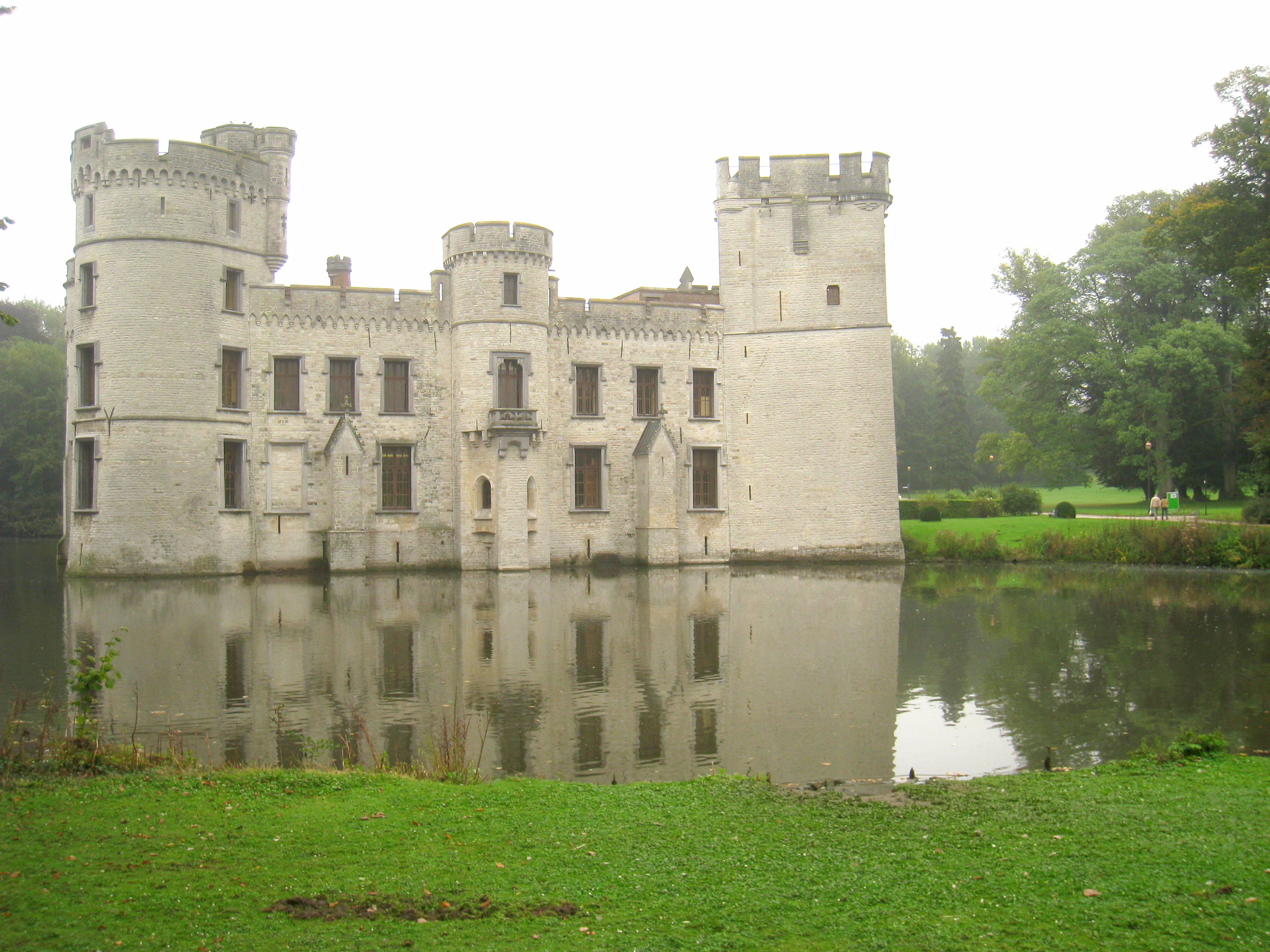
Maximilianus 1537-ben vásárolt kastélya (Bouchout)

1529-ben részt vett a speyeri birodalmi gyűlésen.
1530-ban meghalt felesége, az akkor 25 éves Francisca.
1530-tól II.Lajos magyar király özvegyének, Mária királynénak politikai tanácsadója volt.
1531-ben újra megnősült, Catherine de Molt vette feleségül.
1534-ben tagja volt a dán trón betöltése ügyében Észtországba, Dániába és Svédországba küldött bizottságnak.
1537-ben megvásárolta a Bouchout kastélyt és uradalmat Ruprecht (Robbrechte) de la Marck hercegtől.
1538 őszén, amint a fennmaradt hagyatéki iratokból kiderül, hunyt el.Örököseiként második feleségét és két kiskorú leánygyermekét, Jaenne-t és Marie-t jegyezték.
Temetkezési helye ismeretlen.

## De Moluccis Insulis
1519 augusztusában indult el Magellán öt hajóból álló flottája világkörüli útjára, annak reményében, hogy az eddigieknél rövidebb utat találnak a távolkeleti fűszerszigetekhez. Magellán útközben ugyan életét vesztette, de a közel három évig tartó, viszontagságokban bővelkedő hajóút végén egy hajó, a Victoria, hazaért Spanyolországba Juan Sebastián Elcano vezetésével, 1522 szeptemberében. 

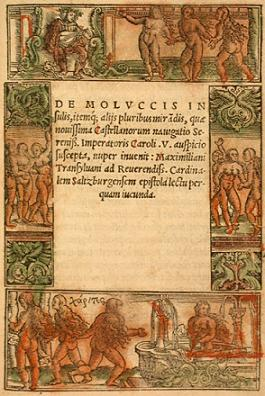
A De Moluccis Insulis címlapja

Maximilian Transylvanus akkor éppen Spanyolországban tartózkodott, s mint a király diplomatája, természetesen élénken érdeklődött az expedíció tapasztalatai iránt. A hajósokkal való kapcsolatfelvételt segítette számára, hogy feleségének nagybátyja, Christopher de Haro, a gazdag kereskedő, a Magellán-expedició társfinanszírozója volt. Transylvanus részletesen kikérdezett három túlélőt, Juan Sebastián Elcanót, Francisco Albót és Hernando de Bustamantét. A tőlük hallottak alapján számolt be a Victoria visszaérkezését követően alig egy hónappal, október 24-én kelt hosszú latin nyelven írt levélben az expedíció kalandos útjáról. Címzettje ifjúkori patrónusa, Matthäus Lang von Wellenburg salzburgi érsek, a korábbi gurki püspök volt. A levél igen nagy feltűnést és érdeklődést keltett; 1523 januárjában már nyomtatásban is megjelent a kölni Cervicornus kiadásában, majd ugyanezen év novemberében Rómában, könyv alakban. A későbbi években még számos kiadás követte Európa különböző városaiban, részben latinul, részben más élő nyelvekre lefordítva. – Az expedíció egyik résztvevője, Antonio Pigafetta is megírta néhány év múlva úti beszámolóját, de az csak 1536-ban jelent meg Velencében; a velencei kiadás eredeti példányban nem maradt fenn, hanem csak kéziratban, olasz és francia nyelven. Jóval később, csak 1800-ban jelent meg újra nyomtatásban.

## Származásának kérdése
Egyes, nem bizonyított vélekedések – például Johannes Schöner (1477-1547) német matematikus, csillagász és térképész – szerint Maximilianus német származású volt. Ezzel szemben amikor Maximilianus a krónikájában egy feltűnően civilizált sziámi népességről ír, és azokat a németekhez hasonlítja, akkor azt a kifejezést használja, hogy „mint a mi németjeink”, s nem pedig „mint mi németek”.
Vannak, akik a 16. században előforduló flamand Zevenbergen hely-, illetve Zevenberger családnévvel igyekeznek összefüggésbe hozni a Transylvanus nevet. Ennek azonban ellentmond az a tény, hogy Zevenberger latin változata legföljebb Septimontius lehetne, semmiképp az Erdély latin nevéből származó Transylvanus.
Székely István, az első magyar világkrónika írója, 1558-ban „földi”-jeként említi Maximilianus Transylvanust.
Czvitinger Dávid felvette a magyar írók közé az 1711-ben megjelent „Specimen Hungariae Literatae” című munkájában, bár minden bizonyíték nélkül.
Bod Péter az 1767-ben megjelent első magyar nyelvű irodalomtörténeti lexikonban, a „Magyar Athenas”-ban Erdélyi Miksa néven emlegeti, bár nyitva hagyja a kérdést: „Szász volt-é, vagy Magyar? Nem elég világos.”
Sigmund Herberstein (1486-1566) császári tanácsos Maximilian von Sibenpergen névvel említi, Konrad Peutinger (1465-1547) humanista pedig Maximilan Sybenberger néven emlegeti, ami egyértelműen Erdély német elnevezésére (Siebenbürgen) utal. Mindketten kortársai, sőt valószínűleg személyes ismerősei voltak Maximilianusnak.
Az egyik legfontosabb érv Maximilianus erdélyi származása mellett:
A neves humanista Oláh Miklós pécsi püspök, majd esztergomi érsek egy 1534. február 8-i levelében mint „Maximilianus noster Transylvanus”-ról, vagyis a mi erdélyi Maximilianus-unkról emlékezik meg, akivel Brüsszelben szoros barátságot kötött a haza közössége miatt. „Közös szülőföldünk okán rendkívüli bizalmas viszonyban vagyunk egymással, amint ő is mondja és én is gondolom (pro ea, quae inter nos ob patriam communem intercedit familiaritas ut ipse dicit, ergo qouque ita credo, non vulgaris). Márpedig Oláh Miklósról köztudott, hogy az erdélyi Nagyszebenben született.

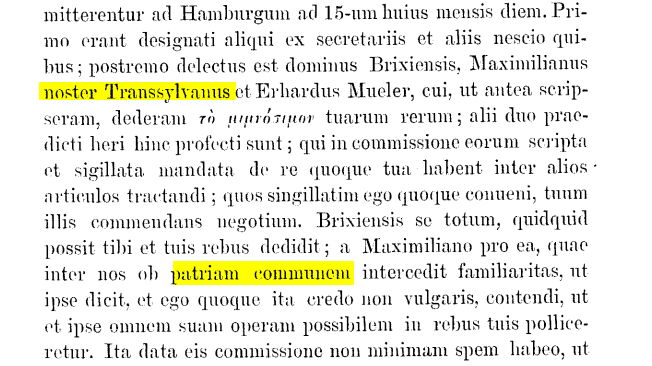
Részlet Oláh Miklósnak a lundi érsekhez írt leveléből (1534)